# Imnadia
Imnadia là một chi giáp xác nước ngọt trong họ Limnadiidae. 

## Các loài
Chi này gồm các loài:
- Imnadia banatica
- Imnadia cristata
- Imnadia panonica